# Wybory prezydenckie w Austrii w 2004 roku
Wybory prezydenckie w Austrii w 2004 roku zostały przeprowadzone 25 kwietnia 2004. W ich wyniku Austriacy wyłonili nowego prezydenta. Urzędujący na tym stanowisku Thomas Klestil przez dwie sześcioletnie kadencje nie ubiegał się o reelekcję.
W wyborach wystartowało dwoje kandydatów: były przewodniczący Rady Narodowej Heinz Fischer z Socjaldemokratycznej Partii Austrii oraz minister spraw zagranicznych Benita Ferrero-Waldner z Austriackiej Partii Ludowej. Pozostałe ugrupowania (w tym Wolnościowa Partia Austrii) nie wystawiły swoich kandydatów. Głosowanie zakończyło się zwycięstwem przedstawiciela socjaldemokratów.

## Wyniki wyborów
| Kandydat               | Głosy     | %      |
| ---------------------- | --------- | ------ |
| Heinz Fischer          | 2 166 690 | 52,39  |
| Benita Ferrero-Waldner | 1 969 326 | 47,61  |
| Razem głosy ważne      | 4 136 016 | 100,00 |
| Głosy nieważne         | 182 423   | —      |
| Razem                  | 4 318 439 | —      |
| Uprawnieni/frekwencja  | 6 030 982 | 71,69  |